# Charlie Utter

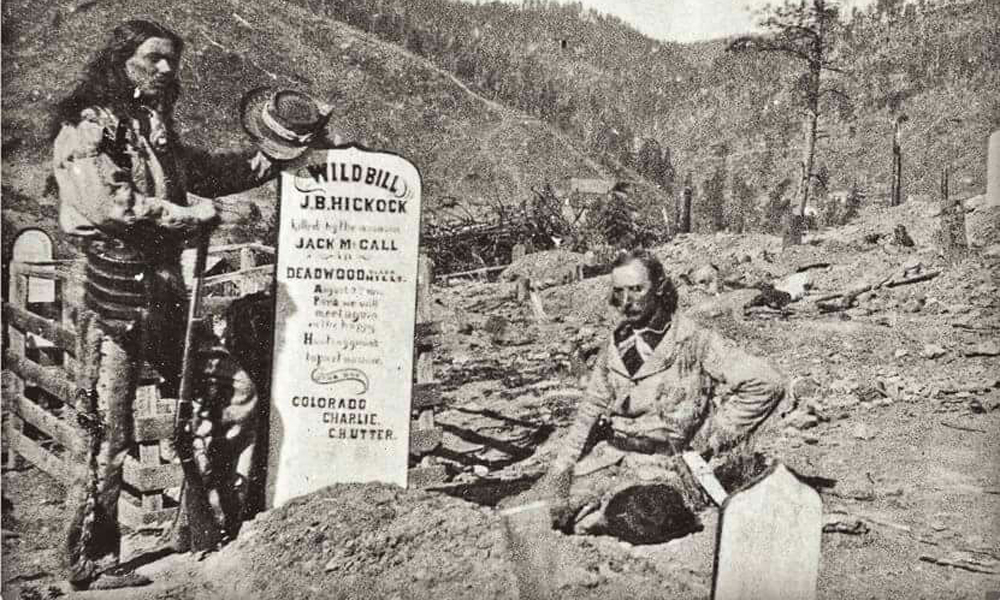
Steve y Charlie Utter ante la tumba de Wild Bill Hickok.

Charles H. Utter (también conocido por Colorado Charlie; 1838, cerca de las cataratas del Niágara - 3 de julio de 1915) fue un personaje del salvaje Oeste, conocido principalmente por ser amigo y compañero de Wild Bill Hickok. 
Utter se crio en Illinois, desde donde se desplazó al Oeste buscando fortuna, trabajando de trampero, guía y buscador en Colorado durante la década de 1860. Alrededor de 1876, Utter y su hermano Steve Utter decidieron coger un tren hacia Georgetown (Colorado), hacia las minas de oro cercanas a Deadwood. En Cheyenne, Wyoming, Wild Bill Hickok se hizo compañero de Utter en el tren, y en Fort Laramie (Wyoming) Calamity Jane se añadió al grupo. El tren llegó a Deadwood en julio de 1876 y Utter comenzó un lucrativo negocio de correo hasta Cheyenne, cobrando 25 centavos por carta y llegando a llevar 2.000 cartas por viaje.
Tras la muerte de Hickok, Utter se marchó a Colorado, pero volvió en 1879 a propuesta de Calamity Jane para darle nueva sepultura.

## Cultura popular
Utter fue caracterizado en la serie de televisión Deadwood de HBO por el actor Dayton Callie.
- Datos: Q1962614